# Salix discolor
Salix discolor är en videväxtart som beskrevs av Henry Ernest Muhlenberg. Salix discolor ingår i släktet viden, och familjen videväxter. Inga underarter finns listade i Catalogue of Life.

## Bildgalleri

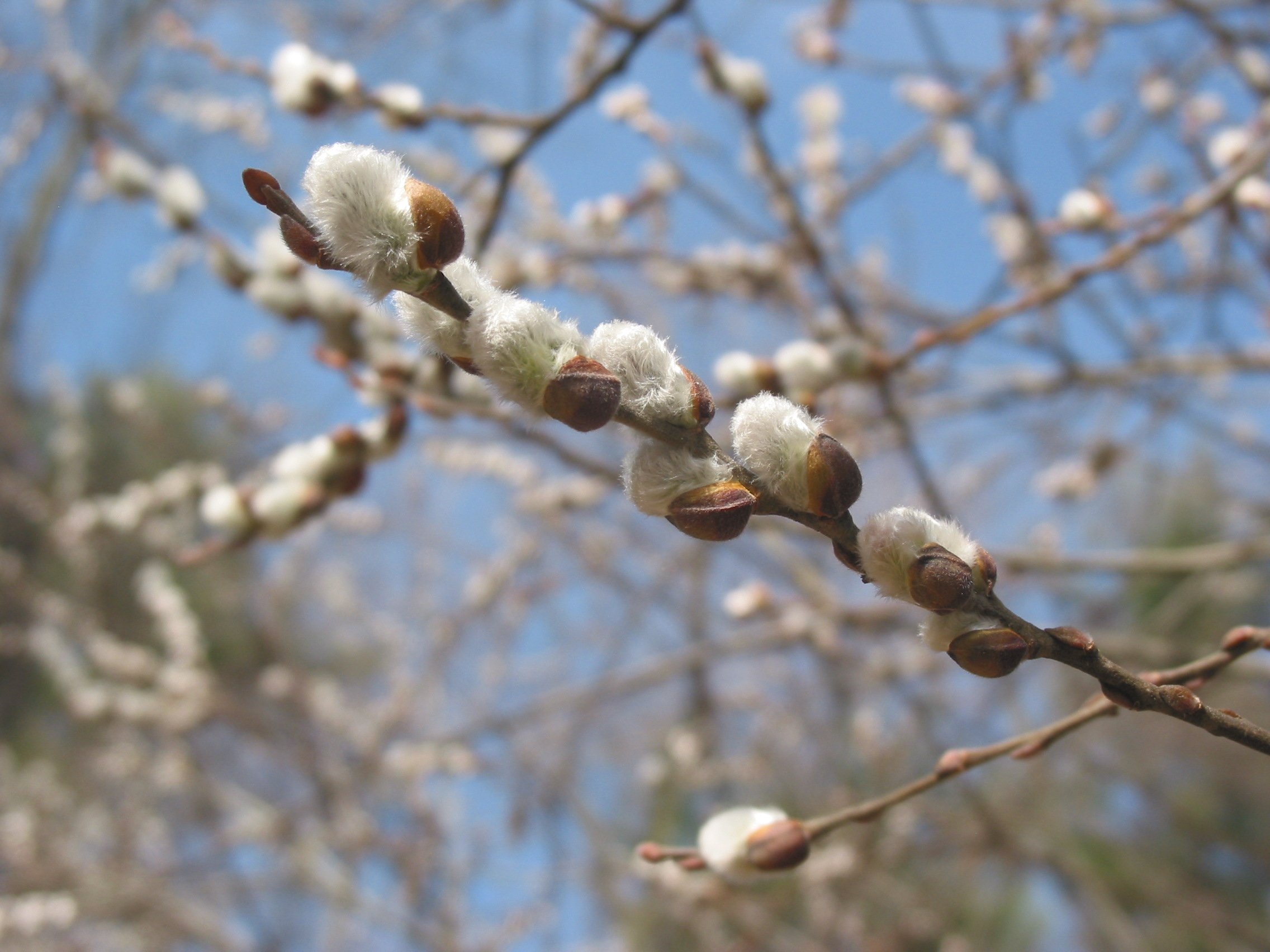